# 71ns Premis Tony
La 71a edició dels Premis Tony, es va celebrar l'11 de juny de 2017 per reconèixer els èxits de les produccions de Broadway durant la temporada 2016-17. La cerimònia es va celebrar al Radio City Music Hall de Nova York i va ser transmesa en directe per la CBS. Kevin Spacey en va ser el presentador.
El musical Natasha, Pierre & The Great Comet of 1812 va encapçalar les nominacions amb 12, mentre que l'obra amb més nominacions va ser was A Doll's House, Part 2, amb vuit. A la cerimònia, Dear Evan Hansen va guanyar sis premis, inclòs el de millor musical, convertint-se en la producció amb més victòries de la temporada. El revival de Hello, Dolly! encapçalat per Bette Midler va guanyar quatre premis i The Great Comet Len va guanyar dos. Les produccions d'obres teatrals The Little Foxes, Indecent i Oslo van guanyar cadascun dos premis.
La cerimònia va rebre crítiques diverses, i molts van criticar l'actuació de Spacey com a presentador. A causa de les denúncies de mala conducta sexual contra Spacey, els productors van anunciar que no es presentaria als 70è premis Emmy Primetime. No obstant això, l'espectacle va rebre una nominació a Disseny d'il·luminació destacada / Direcció d'il·luminació per a un especial de varietats.

## Elegibilitat
Els espectacles que es van estrenar a Broadway durant la temporada 2016–2017 abans del 27 d'abril de 2017 eren elegibles.
| Obres originals - A Doll's House, Part 2 - The Encounter - Heisenberg - Indecent - Oh, Hello - Oslo - The Play That Goes Wrong - The Present - Significant Other - Sweat | Musicals originals - Amélie - Anastasia - Bandstand - A Bronx Tale - Charlie and the Chocolate Factory - Come from Away - Dear Evan Hansen - Groundhog Day - Holiday Inn - In Transit - Natasha, Pierre & The Great Comet of 1812 - Paramour - War Paint | Revivals d'obres - The Cherry Orchard - The Front Page - The Glass Menagerie - Jitney - Les Liaisons Dangereuses - The Little Foxes - Present Laughter - The Price - Six Degrees of Separation | Revivals de musicals - Cats - Falsettos - Hello, Dolly! - Miss Saigon - Sunset Boulevard |

Tot i que el revival de Sunday in the Park with George seria tècnicament elegible per a la temporada dels Premis Tony de l'any, els seus productors van optar per retirar el programa per endavant de la consideració de Tony.

## Premis

### Nominacions
Les nominacions al premi Tony van ser anunciades el 2 de maig de 2017 per Jane Krakowski i Christopher Jackson.
El musical Natasha, Pierre & The Great Comet of 1812 va obtenir 12 nominacions, convertint-se en l'espectacle més nominat de la temporada. El revival de Hello, Dolly! en va guanyar 10 nominacions, el musical Dear Evan Hansen en va guanyar nou i la nova obra A Doll's House, Part 2, va obtenir vuit. Els nous musicals Come from Away i Groundhog Day van guanyar set nominacions cadascun, igual que la nova obra teatral Oslo.

### Altres esdeveniments
La recepció anual de premsa Meet the Nominees va tenir lloc el 3 de maig de 2017 a l'hotel Sofitel New York Hotel. El dinar anual de nominats va tenir lloc el 23 de maig de 2017 a la Rainbow Room. El 5 de juny de 2017 es va celebrar un còctel al Sofitel New York Hotel per celebrar els premis Tony Honours for Excellence en el teatre i els premis especials de la temporada.

## Cerimònia

### Presentadors
Els presentadors de la cerimònia van incloure:
| - Rachel Bloom – presentadora entre bastidors - Scarlett Johansson – presentà el Millor actor de repartiment - Ron Duguay – presentà Come from Away - Scott Bakula i Sutton Foster – presentà el Millor actor de repartiment de musical - Lea Salonga i Jon Jon Briones – presentà Miss Saigon - Tom Sturridge i Olivia Wilde – presentà la Millor actriu de repartiment - Whoopi Goldberg – presentà Falsettos - Cynthia Erivo i John Legend – presentaren la Millor banda sonora - Anna Kendrick – presentà Dear Evan Hansen - Sally Field – presentació especial sobre la història dels Tonys - David Oyelowo i Sarah Paulson – presentà el Millor actor protagonista - Kevin Spacey (com Johnny Carson) – presentà Groundhog Day - Tommy Tune – presentà Hello, Dolly! - Bette Midler – presentà la Millor actriu protagonista - Patina Miller i Sara Bareilles – presentaren la Millor actriu de repartiment de musical - Nick Kroll i John Mulaney – presentà l'actuació de The Rockettes | - Allison Janney i Christopher Jackson – presentaren la Millor direcció d'obra I la Millor direcció de musical - Uma Thurman – presentà War Paint - Josh Gad – presentà el premi per l'Excel·lència del Teatre en l'Educació - Orlando Bloom – presentà el Millor revival d'obra - Keegan-Michael Key – presentà Natasha, Pierre & The Great Comet of 1812 - John Lithgow – presentà la Millor obra - Jill Biden – presentà Bandstand - Jonathan Groff i Brian d'Arcy James – presentaren els guanyadors dels Creative Arts - Stephen Colbert – presentà el Millor revival de musical - Mark Hamill – presentà el tribut In Memoriam - Tina Fey – presentà el Millor actor protagonista de musical - Glenn Close – presentà la Millor actriu protagonista de musical - Lin-Manuel Miranda – presentà el Millor musical |

### Actuacions
Els espectacles i intèrprets següents van actuar a la transmissió de la cerimònia:
| - "Broadway Bound" – Kevin Spacey - "Welcome to the Rock" – Come from Away - "I'd Give My Life for You" / "Exodus" – Miss Saigon - "A Day in Falsettoland" – Falsettos - "Waving Through a Window" – Dear Evan Hansen - "Seeing You" – Groundhog Day - "Penny in My Pocket" – Hello, Dolly! - "Theme from New York, New York" – Cynthia Erivo, Leslie Odom Jr., i The Rockettes | - "Face to Face" – War Paint - "Dust i Ashes" / "The Abduction" – Natasha, Pierre & The Great Comet of 1812 - "Nobody" – Bandstand - "It's So Hard to Say Goodbye to Yesterday" – Justin Guarini, Kevin Smith Kirkwood, Okieriete Onaodowan, David Abeles, i Chuck Cooper - "The Curtain Falls" – Kevin Spacey i Patti LuPone |

## Premis no competitius
El Tony Honorífic per l'excel·lència al teatre de 2017 es va atorgar als directors generals Nina Lannan i Alan Wasser. L'actor James Earl Jones va rebre el Premi Especial de la temporada per la seva trajectòria. El premi Isabelle Stevenson 2017 es va atorgar a Baayork Lee, "pel seu compromís amb les futures generacions d'artistes a través del seu treball amb el National Asian Artists Project i els programes d'educació teatral de tot el món". Un premi Tony especial per al disseny de so va atorgar a Gareth Fry i Pete Malkin per The Encounter, després de l'eliminació dels premis competitius de disseny de so el 2014.

## Guanyadors i nominats
Fonts: Playbill; The New York Times
| * Millor obra ‡ | Millor musical ‡ |
| --- | --- |
| - Oslo – J.T. Rogers - A Doll's House, Part 2 – Lucas Hnath - Indecent – Paula Vogel - Sweat – Lynn Nottage | - Dear Evan Hansen - Come from Away - Groundhog Day - Natasha, Pierre & The Great Comet of 1812 |
| Millor revival d'obra ‡ | Millor revival de musical ‡ |
| - Jitney - The Little Foxes - Present Laughter - Six Degrees of Separation | - Hello, Dolly! - Falsettos - Miss Saigon |
| Millor actor protagonista | Millor actriu protagonista |
| - Kevin Kline – Present Laughter com Garry Essendine - Denis Arndt – Heisenberg com Alex Priest - Chris Cooper – A Doll's House, Part 2 com Torvald Helmer - Corey Hawkins – Six Degrees of Separation com Paul - Jefferson Mays – Oslo com Terje Rød-Larsen                   | - Laurie Metcalf – A Doll's House, Part 2 com Nora Jorgensen - Cate Blanchett – The Present com Anna Petrovna - Jennifer Ehle – Oslo com Mona Juul - Sally Field – The Glass Menagerie com Amanda Wingfield - Laura Linney – The Little Foxes com Regina Hubbard Giddens                 |
| Millor actor protagonista de musical | Millor actriu protagonista de musical |
| - Ben Platt – Dear Evan Hansen com Evan Hansen - Christian Borle – Falsettos com Marvin - Josh Groban – Natasha, Pierre & The Great Comet of 1812 com Pierre Bezukhov - Andy Karl – Groundhog Day com Phil Connors - David Hyde Pierce – Hello, Dolly! com Horace Vandergelder | - Bette Midler – Hello, Dolly! com Dolly Gallagher Levi - Denée Benton – Natasha, Pierre & The Great Comet of 1812 com Natasha Rostova - Christine Ebersole – War Paint com Elizabeth Arden - Patti LuPone – War Paint com Helena Rubinstein - Eva Noblezada – Miss Saigon com Kim       |
| Millor actor de repartiment | Millor actriu de repartiment |
| - Michael Aronov – Oslo com Uri Savir - Danny DeVito – The Price com Gregory Solomon - Nathan Lane – The Front Page com Walter Burns - Richard Thomas – The Little Foxes com Horace Giddens - John Douglas Thompson – Jitney com Becker                                        | - Cynthia Nixon – The Little Foxes com Birdie Hubbard - Johanna Day – Sweat com Tracey - Jayne Houdyshell – A Doll's House, Part 2 com Anne-Marie - Condola Rashād – A Doll's House, Part 2 com Emmy Helmer - Michelle Wilson – Sweat com Cynthia                                        |
| Millor actor de repartiment de musical | Millor actriu de repartiment de musical |
| - Gavin Creel – Hello, Dolly! com Cornelius Hackl - Mike Faist – Dear Evan Hansen com Connor Murphy - Andrew Rannells – Falsettos com Whizzer Brown - Lucas Steele – Natasha, Pierre & The Great Comet of 1812 com Anatole Kuragin - Brandon Uranowitz – Falsettos com Mendel  | - Rachel Bay Jones – Dear Evan Hansen com Heidi Hansen - Kate Baldwin – Hello, Dolly! com Irene Molloy - Stephanie J. Block – Falsettos com Trina - Jenn Colella – Come from Away com Annette, Beverley Bass, i others - Mary Beth Peil – Anastasia com Dowager Empress Maria Feodorovna |
| Millor llibret de musical | Millor banda sonora (música i/o lletres) escrita per a teatre |
| - Steven Levenson – Dear Evan Hansen - Dave Malloy – Natasha, Pierre & The Great Comet of 1812 - Danny Rubin – Groundhog Day - Irene Sankoff i David Hein – Come from Away | - Benj Pasek and Justin Paul – Dear Evan Hansen - Dave Malloy – Natasha, Pierre & The Great Comet of 1812 - Tim Minchin – Groundhog Day - Irene Sankoff i David Hein – Come from Away |
| Millor escenografia a una obra | Millor escenografia a un musical |
| - Nigel Hook – The Play That Goes Wrong - David Gallo – Jitney - Douglas W. Schmidt – The Front Page - Michael Yeargan – Oslo | - Mimi Lien – Natasha, Pierre & The Great Comet of 1812 - Rob Howell – Groundhog Day - David Korins – War Paint - Santo Loquasto – Hello, Dolly! |
| Millor disseny de vestuari a una obra | Millor disseny de vestuari a un musical |
| - Jane Greenwood – The Little Foxes ∞ - Susan Hilferty – Present Laughter - Toni-Leslie James – Jitney - David Zinn – A Doll's House, Part 2 | - Santo Loquasto – Hello, Dolly! - Linda Cho – Anastasia - Paloma Young – Natasha, Pierre & The Great Comet of 1812 - Catherine Zuber – War Paint |
| Millor disseny d'il·luminació a una obra | Millor disseny d'il·luminació a un musical |
| - Christopher Akerlind – Indecent - Jane Cox – Jitney - Donald Holder – Oslo - Jennifer Tipton – A Doll's House, Part 2 | - Bradley King – Natasha, Pierre & The Great Comet of 1812 - Howell Binkley – Come from Away - Natasha Katz – Hello, Dolly! - Japhy Weideman – Dear Evan Hansen |
| Millor direcció d'obra | Millor direcció de musical |
| - Rebecca Taichman – Indecent - Sam Gold – A Doll's House, Part 2 - Ruben Santiago-Hudson – Jitney - Bartlett Sher – Oslo - Daniel Sullivan – The Little Foxes | - Christopher Ashley – Come from Away - Rachel Chavkin – Natasha, Pierre & The Great Comet of 1812 - Michael Greif – Dear Evan Hansen - Matthew Warchus – Groundhog Day - Jerry Zaks – Hello, Dolly!                                                                                     |
| Millor coreografia | Millors orquestracions |
| - Andy Blankenbuehler – Bandstand - Peter Darling i Ellen Kane – Groundhog Day - Kelly Devine – Come from Away - Denis Jones – Holiday Inn - Sam Pinkleton – Natasha, Pierre & The Great Comet of 1812                                                                         | - Alex Lacamoire – Dear Evan Hansen - Bill Elliott i Greg Anthony Rassen – Bandstand - Larry Hochman – Hello, Dolly! - Dave Malloy – Natasha, Pierre & The Great Comet of 1812 |

∞ Això indica la 21a nominació al Premi Tony de Greenwood i la primera victòria competitiva.
‡ El guardó s'atorga als productors del musical o obra teatral.

### Premis i nominacions per producció
| Producció                                 | Nominacions | Premis |
| ----------------------------------------- | ----------- | ------ |
| Natasha, Pierre & The Great Comet of 1812 | 12          | 2      |
| Hello, Dolly!                             | 10          | 4      |
| Dear Evan Hansen                          | 9           | 6      |
| A Doll's House, Part 2                    | 8           | 1      |
| Come from Away                            | 7           | 1      |
| Groundhog Day                             | 7           | 0      |
| Oslo                                      | 7           | 2      |
| Jitney                                    | 6           | 1      |
| The Little Foxes                          | 6           | 2      |
| Falsettos                                 | 5           | 0      |
| War Paint                                 | 4           | 0      |
| Indecent                                  | 3           | 2      |
| Present Laughter                          | 3           | 1      |
| Sweat                                     | 3           | 0      |
| Anastasia                                 | 2           | 0      |
| Bandstand                                 | 2           | 1      |
| The Front Page                            | 2           | 0      |
| Miss Saigon                               | 2           | 0      |
| Six Degrees of Separation                 | 2           | 0      |
| The Price                                 | 1           | 0      |
| The Glass Menagerie                       | 1           | 0      |
| Heisenberg                                | 1           | 0      |
| Holiday Inn                               | 1           | 0      |
| The Play That Goes Wrong                  | 1           | 1      |
| The Present                               | 1           | 0      |

#### Persones amb diverses nominacions
- 3: Dave Malloy
- 2: Irene Sankoff i David Hein; Santo Loquasto

## Rebuda
L'espectacle va rebre una rebuda mixta als mitjans. A Metacritic, la cerimònia té una puntuació mitjana ponderada de 53 sobre 100, basada en 6 ressenyes, que indiquen "ressenyes mixtes o mitjanes. El columnista de The Hollywood Reporter, David Rooney, va comentar: "Spacey és un actor brillant, però la calidesa i la humilitat potser no són els seus vestits més forts. Per tant, obrir-se a la defensiva, amb una desordenada mescla de cançons dels musicals de la temporada actual que va reutilitzar va evitar qualsevol crítica eventual sobre la seva actuació com a presentador, va començar el programa amb una nota tensa." El crític de teatre del The New York Times Neil Genzlinger va comentar: "L'emissió del diumenge a la nit de la celebració anual de Broadway va tenir problemes per esbrinar què fer amb Kevin Spacey, l'amfitrió de la nit, fent ús d'ell des de torturós (el número inicial) fins a tolerable (fa molt bé de Johnny Carson i Bill Clinton). Va sortir molt millor quan es tractava de fer honor a la feina i de les persones que la van fer". Cynthia Littleton, de Variety, va escriure: "La manca més gran va ser l'amfitrió Kevin Spacey, que no va realitzar el mateix tipus d'esforç que els seus predecessors recents. El contrast va ser especialment fort respecte a l'emcee de l'any passat."
El columnista de The Guardian, Alexis Soloski, va escriure: "L'actor de House of Cards va oferir impressions obsoletes de Johnny Carson, un número de Bobby Darin i una fala gag sobre els correus electrònics de Hillary Clinton en una nit de xoc ocasional i esquena imperdonable" El crític teatral d'IndieWire, Charles Isherwood, va comentar: "Ple d'al·lusions als amfitrions anteriors (Neil Patrick Harris, James Corden, Hugh Jackman), semblava que s'allargaria per sempre - i no va estar especialment animat per les aparicions de Stephen Colbert i Whoopi Goldberg. Potser divertit per a aquells que sabien de què anava, només hauria pogut ser desconcertant per a un públic més ampli ." A més, el crític de televisió Robert Lloyd de Los Angeles Times va comentar: "Kevin Spacey va ser l'amfitrió una mica sorprenent, encara que certament no qualificat, de la 71a edició dels premis Tony en honor del teatre de Broadway, emès diumenge a la nit des del Radio City Music Hall de Nova York".
L'espectacle va rebre una rebuda mixta als mitjans. A Metacritic, la cerimònia té una puntuació mitjana ponderada de 53 sobre 100, basada en 6 ressenyes, que indiquen "ressenyes mixtes o mitjanes. El columnista de The Hollywood Reporter, David Rooney, va comentar: "Spacey és un actor brillant, però la calidesa i la humilitat potser no són els seus vestits més forts. Per tant, obrir-se a la defensiva, amb una desordenada mescla de cançons dels musicals de la temporada actual que va reutilitzar va evitar qualsevol crítica eventual sobre la seva actuació com a presentador, va començar el programa amb una nota tensa." El crític de teatre del The New York Times Neil Genzlinger va comentar: "L'emissió del diumenge a la nit de la celebració anual de Broadway va tenir problemes per esbrinar què fer amb Kevin Spacey, l'amfitrió de la nit, fent ús d'ell des de torturós (el número inicial) fins a tolerable (fa molt bé de Johnny Carson i Bill Clinton). Va sortir molt millor quan es tractava de fer honor a la feina i de les persones que la van fer". Cynthia Littleton, de Variety, va escriure: "La manca més gran va ser l'amfitrió Kevin Spacey, que no va realitzar el mateix tipus d'esforç que els seus predecessors recents. El contrast va ser especialment fort respecte a l'emcee de l'any passat."
El columnista de The Guardian an, Alexis Soloski, va escriure: "L'actor de House of Cards va oferir impressions obsoletes de Johnny Carson, un número de Bobby Darin i una fala gag sobre els correus electrònics de Hillary Clinton en una nit de xoc ocasional i esquena imperdonable" El crític teatral d'IndieWire, Charles Isherwood, va comentar: "Ple d'al·lusions als amfitrions anteriors (Neil Patrick Harris, James Corden, Hugh Jackman), semblava que s'allargaria per sempre - i no va estar especialment animat per les aparicions de Stephen Colbert i Whoopi Goldberg. Potser divertit per a aquells que sabien de què anava, només hauria pogut ser desconcertant per a un públic més ampli ." A més, el crític de televisió Robert Lloyd de Los Angeles Times va comentar: "Kevin Spacey va ser l'amfitrió una mica sorprenent, encara que certament no qualificat, de la 71a edició dels premis Tony en honor del teatre de Broadway, emès diumenge a la nit des del Radio City Music Hall de Nova York".

## Valoracions
La cerimònia va tenir una mitjana de 4,7 punts / 11 de Nielsen, i va ser vista per 6 milions d'espectadors. Les qualificacions van ser una disminució del 31% respecte a la cerimònia anterior de 8,7 milions, convertint-se en la més baixa des del 2012.

## In Memoriam
Els actors de Broadway Justin Guarini, Kevin Smith Kirkwood, Okieriete Onaodowan, David Abeles, i Chuck Cooper van interpretar "It's So Hard to Say Goodbye to Yesterday" de Boyz II Men, a mesura que es mostren imatges de personalitats del teatre que havien mort l'últim any en el següent ordre.
| - Carrie Fisher - Dick Latessa - George S. Irving - Glenne Headly - Tammy Grimes - Garry Marshall - Fyvush Finkel - Gordon Davidson - Edward Albee - Willa Kim - Seth Gelblum - Sheila Bond | - Cecilia Hart Jones - James Houghton - Martha Lavey - William M. Hoffman - Zelda Fichandler - Irene Bunis - Laurie Carlos - Jack Hofsiss - Mary Tyler Moore - Martha Swope - Debbie Reynolds - John McMartin | - Gene Wilder - Florence Henderson - Michael Gardner - Karen Walsh - Alec McCowen - Elliot Martin - William David Brohn - Edwin Sherin - Fritz Weaver - Rick Steiner - James M. Nederlander |